# Muslimska konferensen
Muslimska konferensen (eng. Moslem Conference Party), politiskt parti stiftat i Kashmir 1931 av Shejk Muhammed Abdullah som ett intresseparti för kashmiriska muslimer. Partiet fick dock stöd huvudsakligen av de bildade klasserna. Efter en partisplittring 1939 bildade partiledaren Abdullah Nationella konferensen.